# Portrait d'Ariëtte Mauve
Le Portrait d'Ariëtte Mauve (ou Portrait de la femme de l'artiste dans les dunes) est un tableau du peintre hollandais Anton Mauve (né Anthonij Rudolf Mauve à Zaandam en 1838 et mort en 1888 à Arnhem), de l'École de La Haye, réalisé au milieu des années 1870. Cette petite huile sur toile sur panneau mesure 19,5 × 33,5 cm. Elle représente la femme de l'artiste, Mme Mauve, née Ariëtte (ou Arietta, surnommée Jet) Sophia Jeannette Carbentus , assise de profil dans les dunes de Scheveningue. Ariëtte Mauve était une cousine germaine de Vincent van Gogh du côté maternel, la mère de ce dernier née Anna Cornelia Carbentus (1819-1907) étant la sœur du père d'Ariëtte. Ariëtte Mauve était la fille d'Arie Carbentus (1826-1875) et de son épouse, née Sophia Cornelia Elisabeth van Bemmel (1828-1897), dite tante Fiel, et à peine à l'âge de dix-huit ans a épousé Anton Mauve le 26 novembre 1874 à La Haye. Ce dernier était alors un peintre reconnu de trente-six ans, fort estimé par la famille Van Gogh. Il a été l'un des premiers à donner à partir du mois d'août 1881 et surtout à la fin de l'année 1881 des leçons et des conseils de peinture à Vincent van Gogh qui affectionnait à ses débuts l'École de La Haye dont la palette sobre se rapprochait de l'École de Barbizon. Il s'est brouillé avec lui en mai 1882 , mais a toujours tenu son art en haute estime; Mauve est référencé cent cinquante-deux fois dans sa correspondance.
Le tableau est signé en bas à droite. Mme Mauve est assise de profil laissant voir le côté gauche les jambes tendues, vêtue d'une longue jupe noire légèrement relevée sur ses chevilles chaussées de bas blanc épais, et d'une longue veste bleu clair sur un chemisier blanc. Elle est coiffée d'un chapeau noir avec de longs voiles jaunes et blancs et piqué d'une fleur rose. Elle regarde quelque chose dans les deux mains.
Ce petit tableau a été vendu aux enchères en 1917 à Amsterdam chez Frederik Muller (lot 89), puis en 2003 il a été référencé dans le catalogue de vente aux enchères de Glerum à Amsterdam.

## Expositions
Ce petit tableau a été présenté à Haarlem au Teylers Museum, pour l'exposition Anton Mauve (1838-1888), du 15 septembre 2009 au 17 janvier 2010. Il a été également présenté à Paris à l'exposition Les Hollandais à Paris 1789-1914 qui s'est tenue au Petit Palais du 6 février au 18 mai 2018.